# 12653 van der Klis
12653 van der Klis este o planetă minoră (asteroid), cu un diametru de 3,942 km, din centura de asteroizi. A fost descoperită pe 11 octombrie 1977 la Observatorul Palomar de Cornelis Johannes van Houten și a fost numită după Michiel van der Klis⁠(d). 
Obiectul prezintă o orbită caracterizată de o semiaxă mare de 2,3749126 UAi, o excentricitate de 0,14, o înclinație de 2,45468 ° în raport cu ecliptica.